# Russelia chiapensis
Russelia chiapensis är en grobladsväxtart som beskrevs av Cyrus Longworth Lundell. Russelia chiapensis ingår i släktet Russelia och familjen grobladsväxter. Inga underarter finns listade i Catalogue of Life.